# Psychotria calochlamys
Psychotria calochlamys är en måreväxtart som beskrevs av Paul Carpenter Standley. Psychotria calochlamys ingår i släktet Psychotria och familjen måreväxter. Inga underarter finns listade i Catalogue of Life.